# 南伊佐郡
南伊佐郡（日语：／ Minamiisa gun */?）是過去位于日本鹿兒島縣的一個郡，在1887年從伊佐郡分割而出；已於1897年4月1日被併入薩摩郡。
合併前的轄區包括：
- 鶴田村（現已併入薩摩町）
- 山崎村（現已併入薩摩町）
- 佐志村（現已併入薩摩町）
- 宮之城村（現已併入薩摩町）
- 永野村（現已併入薩摩町）
- 大村（現已分別被併入薩摩町與薩摩川內市）
- 黑木村（現已併入薩摩川內市）
- 藺牟田村（現已併入薩摩川內市）